# Chrysopa barberina
Chrysopa barberina är en insektsart som beskrevs av Navás 1932. Chrysopa barberina ingår i släktet Chrysopa och familjen guldögonsländor. Inga underarter finns listade i Catalogue of Life.